# پت اویسون
پت اویسون (به انگلیسی: Pat Evison) (زاده ۲ ژوئن ۱۹۲۴-درگذشته ۳۰ مهٔ ۲۰۱۰) بازیگر نیوزیلندی بود.
از فیلم‌های معروف او می‌توان به بازی در فیلم تیم اشاره کرد.